# 阿古阿維地區
阿古阿維地區（Agew Awi Zone）是埃塞俄比亞阿姆哈拉州的10個地區之一，面積6,364.26平方公里，南面是奧羅米亞州，西臨本尚古勒-古馬茲州，西北面是北貢德爾地區，東面和北面與東戈賈姆地區接壤。這地區平均海拔2,300米，是埃塞俄比亞地勢平坦和土地肥沃的地區。根據埃塞俄比亞中央統計局2007年的資料，阿古阿維人口約981,491，其中男性490,949人，女性490,542人，12.5%居民住在市區，人口密度為每平方公里154.21人。